# Circuito di Pescara 1951
Il circuito di Pescara 1951 fu una gara di Formula 1 non compresa nel campionato tenutasi il 15 agosto di quell'anno sul circuito di Pescara. Fu vinta dall'argentino José Froilán González su Ferrari 375.

## Gara

### Resoconto
La corsa vide fin dalle battute iniziali il ritiro di Alberto Ascari a causa di un calo alla pressione dell'olio dopo meno di metà giro, mentre il compagno di squadra Luigi Villoresi prese il comando e lo mantenne fino alla sosta per il cambio degli pneumatici alla fine del terzo giro. Ascari, rientrato ai box, salì sulla macchina del compagno di squadra ma nella fretta di ripartire trascinò il supporto per il rialzo della vettura e dovette subito fermarsi per consentire ai meccanici di rimuoverlo, una volta ripartito il pilota milanese fu comunque nuovamente costretto ad abbandonare la competizione nel corso del quarto giro per la rottura della trasmissione. Il comando della gara viene quindi assunto dall'argentino Gonzalez che portò l'unica Ferrari superstite alla vittoria con un vantaggio di più di sette minuti sul secondo classificato, il francese Louis Rosier su Talbot-Lago T26C. 
Il podio fu completato dal compagno di scuderia di Rosier, l'altro francese Philippe Étancelin che approfittò di un problema ai freni occorso all'ultimo giro a Louis Chiron per conquistare la terza piazza finale.

### Risultati
| Pos | Nr | Pilota                         | Vettura          | Giri | Tempo/Ritiro        |
| --- | -- | ------------------------------ | ---------------- | ---- | ------------------- |
| 1   | 10 | José Froilán González          | Ferrari 375      | 12   | 2h14'59.8           |
| 2   | 26 | Louis Rosier                   | Talbot-Lago T26C | 12   | + 7:20.8            |
| 3   | 8  | Philippe Étancelin             | Talbot-Lago T26C | 12   | + 9:10.2            |
| 4   | 16 | Louis Chiron                   | Talbot-Lago T26C | 12   | + 9:29.0            |
| 5   | 24 | Peter Whitehead                | Ferrari 125      | 11   | + 1 giro            |
| 6   | 20 | Toni Branca                    | Maserati 4CLT/48 | 11   | + 1 giro            |
| 7   | 12 | Harry Schell                   | Maserati 4CLT/48 | 11   | + 1 giro            |
| 8   | 28 | David Murray                   | Ferrari 125      | 10   | + 2 giri            |
| Rit | 18 | Pierre Levegh                  | Talbot-Lago T26C | 6    | ?                   |
| Rit | 4  | Yves Giraud-Cabantous          | Talbot-Lago T26C | 6    | Iniezione           |
| Rit | 22 | Luigi Villoresi Alberto Ascari | Ferrari 375      | 4    | Trasmissione        |
| Rit | 14 | Toulo de Graffenried           | Maserati 4CLT/48 | 4    | Cambio              |
| Rit | 2  | Guy Mairesse                   | Talbot-Lago T26C | 2    | Candele             |
| Rit | 30 | Giovanni Bracco                | Ferrari 166      | 0    | Guasto              |
| Rit | 6  | Alberto Ascari                 | Ferrari 375      | 0    | Pressione dell'olio |

## Qualifiche

### Resoconto
La pole position fu fatta registrare il sabato da Alberto Ascari su Ferrari 375, la differenza di quasi sette secondi con la pole di Juan Manuel Fangio dell'anno precedente è spiegata dall'aggiunta nel 1951 di due nuove varianti poste sui due lunghissimi rettilinei che caratterizzavano il circuito abruzzese; tali chicane furono richieste espressamente da uno dei produttori di pneumatici per ridurre la velocità massima e garantire così una maggiore sicurezza sulla tenuta delle gomme.

### Risultati
| Fila     | Pos | Pilota                | Vettura     | Tempo       |
| -------- | --- | --------------------- | ----------- | ----------- |
| I fila   | 1°  | Alberto Ascari        | Ferrari     | 10:43.6     |
|          | 2°  | Luigi Villoresi       | Ferrari     | 10:49.2     |
|          | 3°  | Louis Chiron          | Talbot-Lago | 11:23.4     |
| II fila  | 4°  | José Froilán González | Ferrari     | 11:41.4     |
|          | 5°  | Louis Rosier          | Talbot-Lago | 11:51.0     |
| III fila | 6°  | Philippe Étancelin    | Talbot-Lago | 12:19.0     |
|          | 7°  | Pierre Levegh         | Talbot-Lago | 12:24.0     |
|          | 8°  | Yves Giraud-Cabantous | Talbot-Lago | 13:02.0     |
| IV fila  | 9°  | Toulo de Graffenried  | Maserati    | 13:31.0     |
|          | 10° | Toni Branca           | Maserati    | 13:22.8     |
| V fila   | 11° | Harry Schell          | Maserati    | 13:31.0     |
|          | 12° | Guy Mairesse          | Talbot-Lago | 13:33.6     |
|          | 13° | David Murray          | Ferrari     | 14:19.4     |
| VI fila  | 14  | Peter Whitehead       | Ferrari     | senza tempo |
|          | 15° | Giovanni Bracco       | Ferrari     | senza tempo |